# Сентер-Оссіпі (Нью-Гемпшир)
Сентер-Оссіпі (англ. Center Ossipee) — переписна місцевість (CDP) в США, в окрузі Керролл штату Нью-Гемпшир. Населення — 526 осіб (2020).

## Географія
Сентер-Оссіпі розташований за координатами 43°45′15″ пн. ш. 71°9′5″ зх. д. / 43.75417° пн. ш. 71.15139° зх. д. (43.754298, -71.151373).  За даними Бюро перепису населення США в 2010 році переписна місцевість мала площу 2,47 км², уся площа — суходіл.

## Демографія
Згідно з переписом 2010 року, у переписній місцевості мешкала 561 особа в 229 домогосподарствах у складі 139 родин. Густота населення становила 227 осіб/км².  Було 256 помешкань (104/км²).
Расовий склад населення:
| - 96,8 % — білих - 1,1 % — азіатів - 0,7 % — корінних американців - 0,4 % — чорних або афроамериканців |

До двох чи більше рас належало 1,1 %. Частка іспаномовних становила 0,5 % від усіх жителів.
За віковим діапазоном населення розподілялося таким чином: 26,0 % — особи молодші 18 років, 60,6 % — особи у віці 18—64 років, 13,4 % — особи у віці 65 років та старші. Медіана віку мешканця становила 40,7 року. На 100 осіб жіночої статі у переписній місцевості припадало 85,1 чоловіків;  на 100 жінок у віці від 18 років та старших — 84,4 чоловіків також старших 18 років.
За межею бідності перебувало 19,8 % осіб, у тому числі 0,0 % дітей у віці до 18 років та 2,8 % осіб у віці 65 років та старших.
Цивільне працевлаштоване населення становило 122 особи. Основні галузі зайнятості: освіта, охорона здоров'я та соціальна допомога — 45,1 %, публічна адміністрація — 30,3 %, роздрібна торгівля — 7,4 %, науковці, спеціалісти, менеджери — 5,7 %.